# HD 114386 b
HD 114386 b是一顆半人馬座的系外行星，母恆星是HD 114386。該行星的軌道是橢圓形，和母恆星平均距離1.62天文單位，稍高於火星和太陽的距離。不過該行星與母恆星最近距離接近日地距離，最遠距離則是最近距離的2倍。

## 外部連結
- . Exoplanets.   [2012-11-23]. （原始内容存档于2012-10-25）.
- . Extrasolar Visions.   [2012-11-23]. （原始内容存档于2011-08-19）.